# María A. Cortelezzi
María Antonia Cortelezzi (La Plata, 7 de febrero de 1886 - La Plata, 19 de mayo de 1957) fue una pionera del dibujo técnico y la cartografía en la Universidad Nacional de La Plata, Argentina. Fue una de las primeras egresadas de la carrera de Profesorado de Dibujo y de Dibujante Cartógrafa de esa universidad.

## Reseña biográfica
María fue una de las hijas del matrimonio formado por Pedro Cortelezzi y Ana Marzola, una tradicional familia de la ciudad de La Plata. María realizó estudios superiores en el Museo de La Plata, donde se graduó en 1909 como Profesora de Dibujo para Enseñanza Primaria e Industrial. Formó parte de la primera cohorte de graduados de la Universidad Nacional de La Plata. Sus hermanas Juana y Sarah fueron geólogas, Ana fue zoóloga y Carmen se recibió de profesora de Química y Mineralogía.
María se formó con el arquitecto y artista Emilio Coutaret, quien había creado la Escuela de Dibujo del Museo, y otros destacados dibujantes. Formó parte del Círculo ARS, una agrupación de artistas "amigos de lo bello", formada por los primeros egresados de la escuela de dibujo del Museo, sus docentes y otros artistas locales, que tuvo gran impacto en la actividad artística y cultural de la época y luego editaría una revista con el mismo nombre. María se desempeñó en el Círculo ARS como secretaria.  Coutaret atribuyó el éxito del primer ciclo de tres años "en parte, “á la selección del primer grupo de alumnos con que se inauguró la escuela” y a la dedicación especial de sus docentes". María recibió en sus estudios de profesorado una formación orientada al dibujo técnico y artístico. En 1911 se gradúa también como dibujante cartógrafa. Esta formación técnica le permitió a María obtener un empleo en la Dirección General de Tierras y Catastro del Ministerio de Obras Públicas donde junto a otras dibujantes trabajó en el diseño de planos de la ciudad de La Plata. Su buen desempeño le valió el reconocimiento del propio Coutaret:

En la Dirección General de Tierras y Catastro del Ministerio de Obras Públicas, actuaban con “laboriosidad é inteligencia encomiables las señoritas María A. Cortelezzi y C. Olivia Duarte Yandart, en puestos técnicos obtenidos por concurso; en el Registro gráfico fiscal, las señoritas Rosa Peralta Ramallo y Emma M. Rico Mollard; en el mapa hidro-geológico, las señoritas Elena Doyere y Elvira Vicentini y en la Inspección de alumbrado de la Municipalidad de la Plata, la señorita Evelina Marraccini en el puesto de dibujante de 1ra clase, el que atiende con asiduidad y conocimiento”. Todas esas profesionales diplomadas en 1911 de la mencionada escuela “poseyendo el título de dibujantes técnicos (y cartográficos) las señoritas Duarte, Cortelezzi y Robin y el resto de profesoras de dibujo”

## Distinciones
El aporte de María Cortelezzi y otras mujeres dibujantes al diseño y al dibujo técnico fue reconocido en la muestra "La Plata, Extramuros del Arte / Mujeres Ocultas en tareas de ciencia y técnica" presentada en el Museo Provincial de Artes.